# La Fiesta del Árbol
La Fiesta del Árbol es uno de los parques urbanos más grandes, emblemáticos y antiguos de la ciudad española de Albacete. Con 61 719 m², está situado al oeste de la capital, entre la avenida de los Toreros, la travesía Lérida, la calle Lérida y la calle Nuestra Señora de Montserrat. Alberga los emblemáticos depósitos de Agua de la Fiesta del Árbol, símbolo de la ciudad.

## Historia

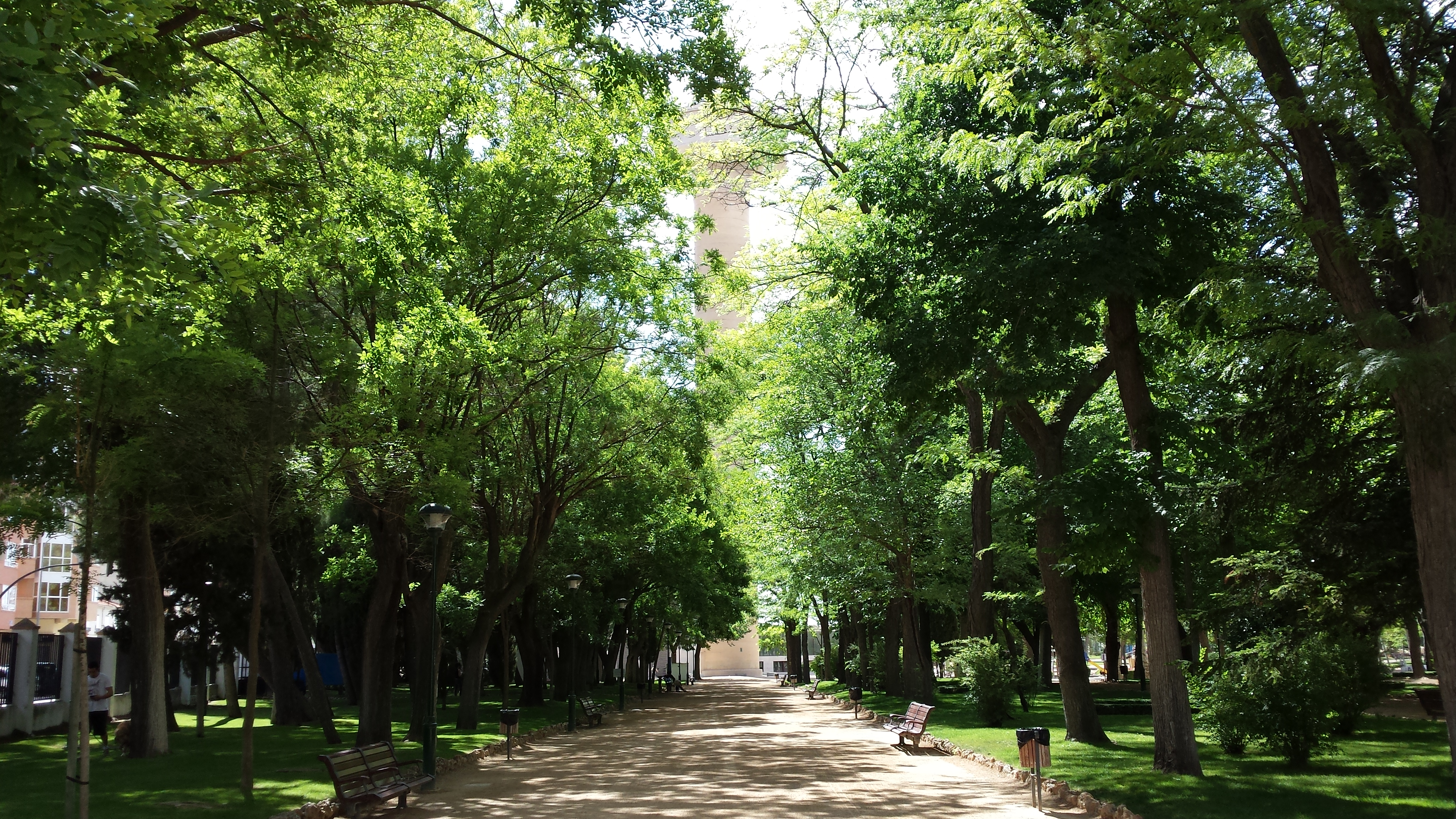
Paseo de la entrada del parque

El parque de la Fiesta del Árbol fue creado en 1906 en unos terrenos conocidos como El Ojo del Aspa, cedidos por el Ayuntamiento de Albacete para la celebración del Día de la Fiesta del Árbol a petición del presidente de la Cámara Agrícola. En la celebración o fiesta los niños plantaron los árboles, de ahí su nombre de parque de la Fiesta del Árbol, que sustituyó a su primer nombre, parque de López Mateo, en honor a su promotor y fundador, catedrático de Agricultura.
El 20 de noviembre de 1935 el Ayuntamiento de Albacete aprobó el proyecto para construir un nuevo depósito de agua en el parque de la Fiesta del Árbol con el objeto de mejorar al abastecimiento de agua de la ciudad. Aprovechando su construcción se remodeló todo el parque. El nuevo depósito de agua fue finalizado el 5 de noviembre de 1944 con una altura de 67,3 metros.
El parque fue ampliado en 1984 con unos terrenos de 7500 m² correspondientes a La Rosaleda, inaugurada el 6 de septiembre de ese mismo año por el alcalde de Madrid Enrique Tierno Galván.
En 2009 y los años siguientes el parque fue remodelado y se rehabilitaron y ampliaron los depósitos de Agua de la Fiesta del Árbol para convertirlos en mirador, museo y centro cultural.

## Zonas
El parque se divide en seis zonas con identidad propia:
1. Pinar
2. Paseo de los chopos
3. Parterres simétricos
4. Rosaleda concéntrica
5. Paseo de la entrada 
6. Instalaciones deportivas

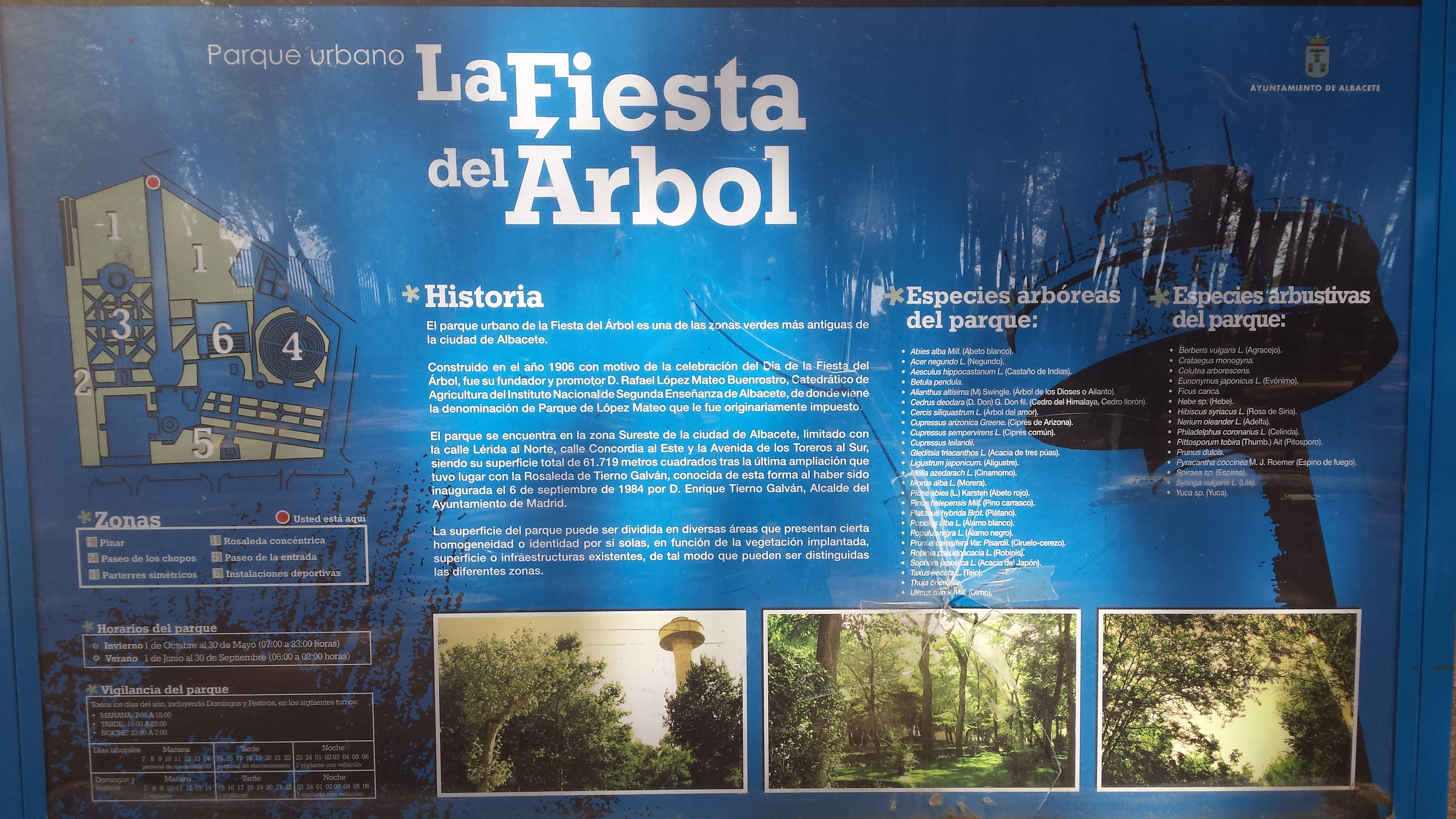
Panel informativo

La Vía Verde de la Sierra de Alcaraz y la Ruta de Don Quijote comienzan junto a este parque.

## Flora

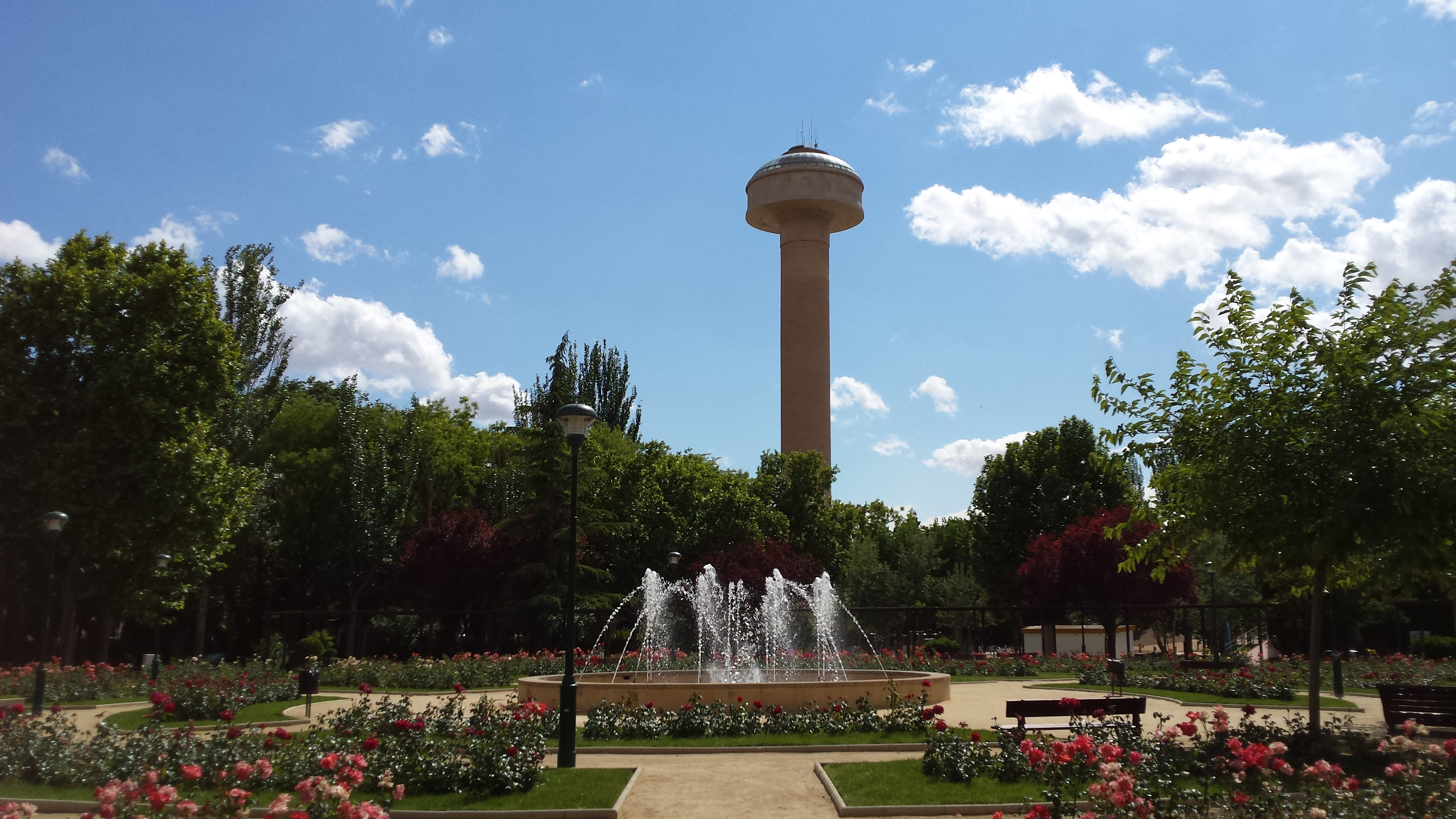
Fuente de La Rosaleda con el depósito de agua de la Fiesta del Árbol de fondo

El parque de la Fiesta del Árbol es uno de los grandes pulmones de la ciudad de Albacete. Se caracteriza por sus grandes y altos pinos, por los plátanos que bordean los paseos principales, por su gran rosaleda y por una amplia variedad de especies que se encuentran en menor número. 
Como árboles y arbustos singulares, se pueden encontrar el castaño de Indias (Aesculus hippocastanum), el ciruelo de jardín (Prunus cerasifera), el ciprés (Cupressus sempervirens), el ciprés de Arizona (Cupressus arizonica) o la higuera (Ficus carica), entre otras muchas especies. Para conocer todas las especies véase la imagen del panel informativo del parque.

## Características

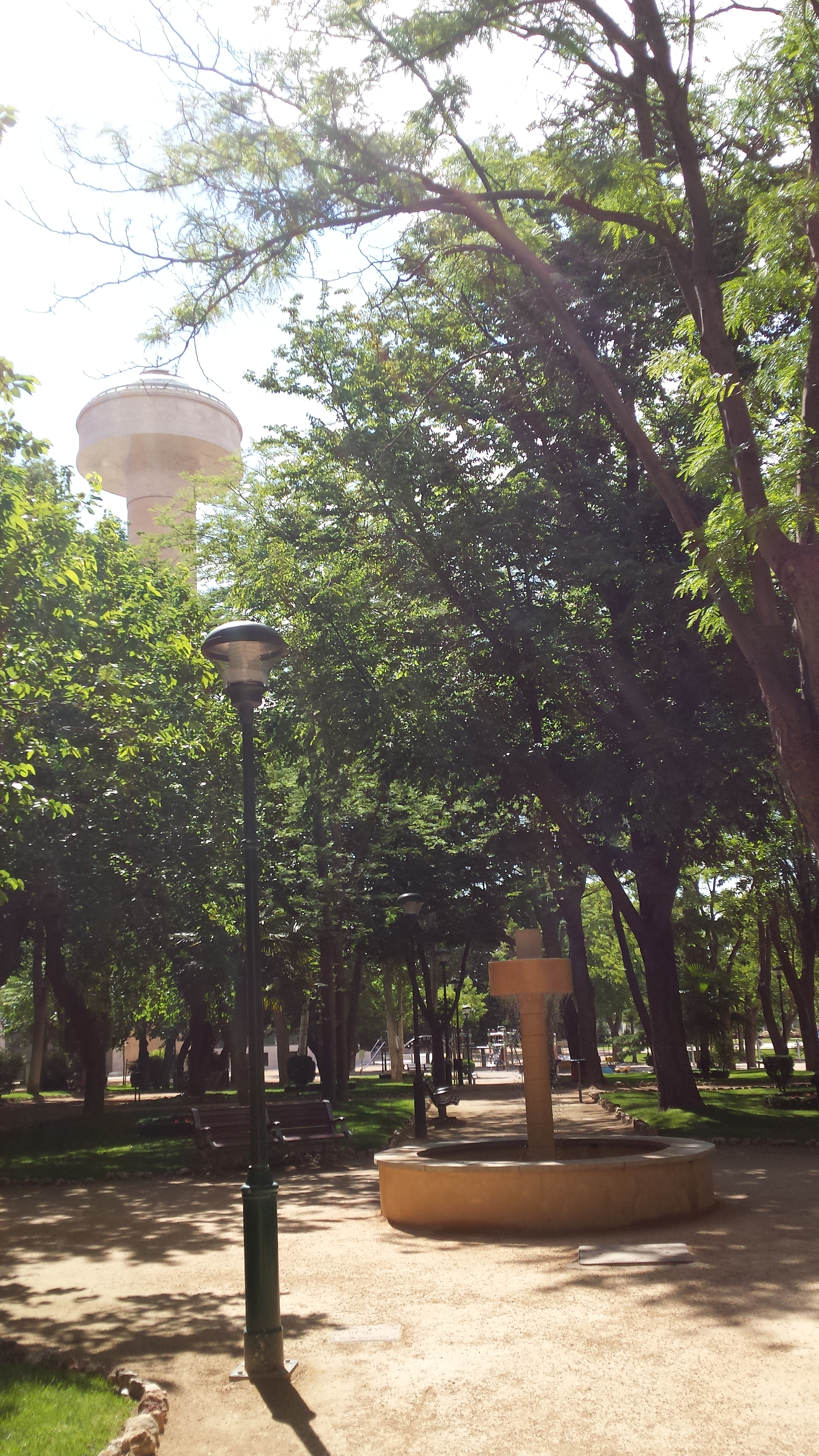
Fuente del depósito de agua en miniatura y depósito de agua

El denominado Paseo de la entrada se sitúa al sureste del parque, que alberga los emblemáticos depósitos de Agua de la Fiesta del Árbol, auténtico símbolo de la ciudad con sus 69 metros de altura, situados al suroeste. El otro paseo principal está situado al noroeste, en la zona del Pinar. En el centro del parque se ubican las instalaciones deportivas. 
La Rosaleda concéntrica, situada al noreste, está presidida por una gran fuente central que realiza un bello baile de agua y se ilumina multicolormente por la noche. Otras fuentes destacadas son aquella que simula la torre de los depósitos de Agua de la Fiesta del Árbol en miniatura y otra rectangular situada junto al propio depósito de Agua. 
Al oeste se sitúa el estanque de los patos. También destacan el albero y los cuatro burladeros donde se entrenan los alumnos de la Escuela Taurina de Albacete, con un gran escudo de Albacete en el suelo del mismo.